# Чаппина
Чаппина (нем. Tschappina) — коммуна в Швейцарии, в кантоне Граубюнден. 
Входит в состав округа Хинтеррайн. Население составляет 162 человека (на 31 декабря 2006 года). Официальный код  —  3669.